# Vito Timmel
Vito Timmel, nacido Viktor von Thümmel (Viena, 19 de julio de 1886 - Trieste, 1 de enero de 1949) fue un pintor italiano.

## Biografía
Viktor von Thümmel era hijo de Raphael von Thümmel, descendiente del escritor de Leipzig Moritz August von Thümmel, y de la condesa Adele Scodellari de Friuli. Gracias a una herencia, en 1890 la familia se trasladó a Trieste, que entonces pertenecía a Austria, donde su madre fundó una tienda de moda en la Piazza della Borsa.
Desde 1901 Thümmel asistió a la escuela de comercio estatal (Scuola per Capi d'Arte) en Trieste aprendiendo los conceptos básicos de la pintura, entre otros, de Eugenio Scomparini. En 1905 fue a la Universidad de Artes Aplicadas de Viena y en 1906 a la Academia de Bellas Artes de Viena, donde entró en contacto con las tendencias contemporáneas de la pintura, a saber, la Secesión de Viena y el Simbolismo. En 1910 residió en las ciudades de Venecia, Florencia y Roma y luego regresó a Trieste. En 1909/1910 completó el servicio militar de un año en el ejército austrohúngaro.
Thümmel expuso en Arezzo y Múnich en 1910 y en Nápoles en 1913. En agosto de 1914 se casó con Maria Ceresar, quien murió de tuberculosis en 1918. Tuvieron un hijo nacido en 1915. En 1921 se casó con Giulia Tomè.
Timmel trabajó como pintor, artista gráfico, dibujante y decorador. En 1913 decoró el Cinema Italia de Trieste con una serie de cuadros, que luego fueron trasladados al Museo Revoltella de Trieste, y pintó el Teatro de Monfalcone. Durante la Primera Guerra Mundial fue reclutado en el regimiento de infantería kuk "von Waldstätten" n.º 97 y fue destinado en Radkersburg. Lejos de todos los frentes, también podría pintar allí. De hecho, junto con Argio Orell realizó las pinturas murales del club Bohem.
En la década de 1920 desarrolló una activa actividad pictórica y expuso en Trieste y en varias ciudades italianas. Luego se extravió, dejó a su familia y se instaló como pintor en Civitavecchia. Su novia Anita Pittoni (1901-1982) lo trajo de regreso a Trieste. En la década de 1930, su salud mental se deterioró. Timmel fue tratado como un paciente internado en la psiquiatría desde 1946. Llevó un diario del que se editaron extractos en 1973.
La obra La mostra de Claudio Magris, publicada en 2001, trata sobre la enfermedad de Timmel. Fue llevado a escena por Antonio Calenda en 2006, con Roberto Herlitzka como Timmel ese año. En 2006, Calenda volvió a presentar la obra, nuevamente con Herlitzka como Timmel.

## Galería

Cuadros seleccionados
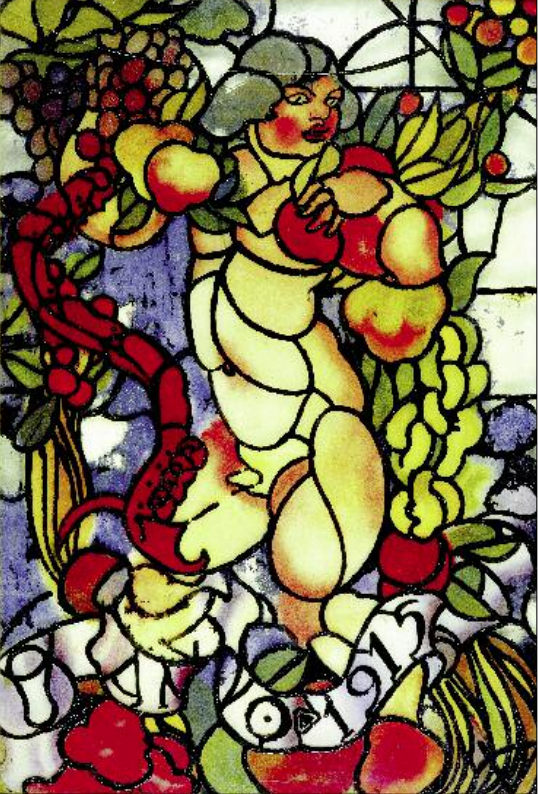
Amazona, 1915
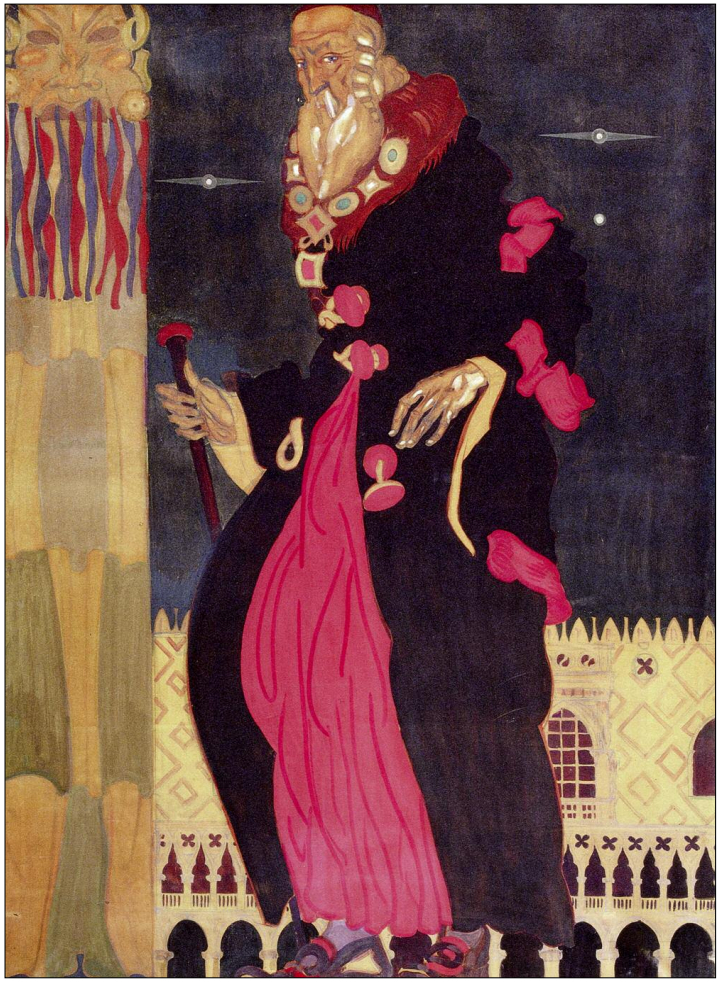
Sylok, 1916
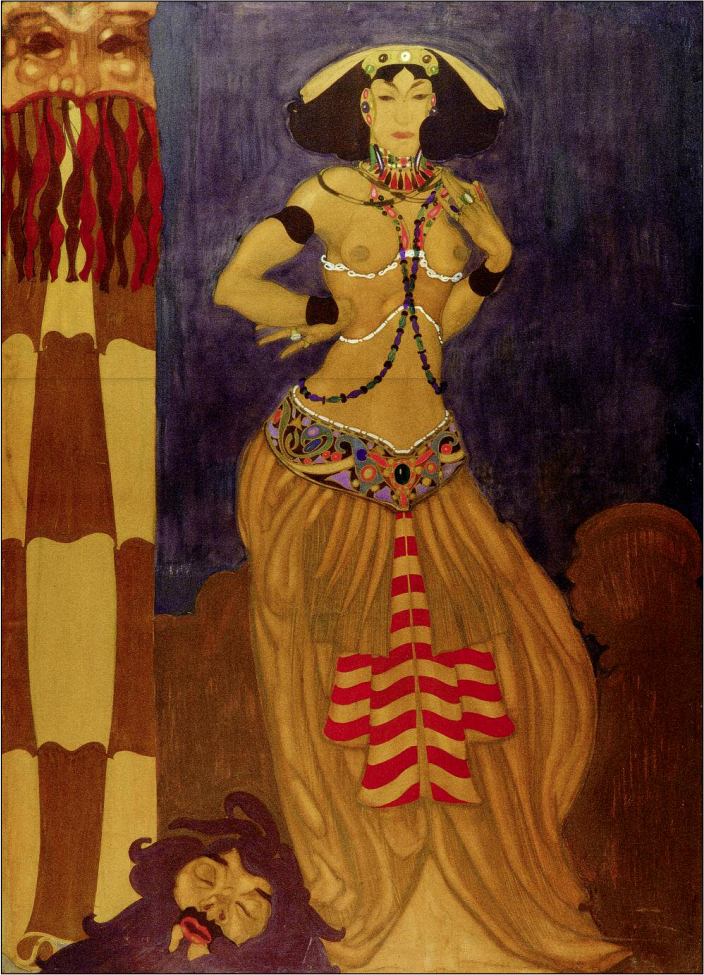
Salomé, 1916
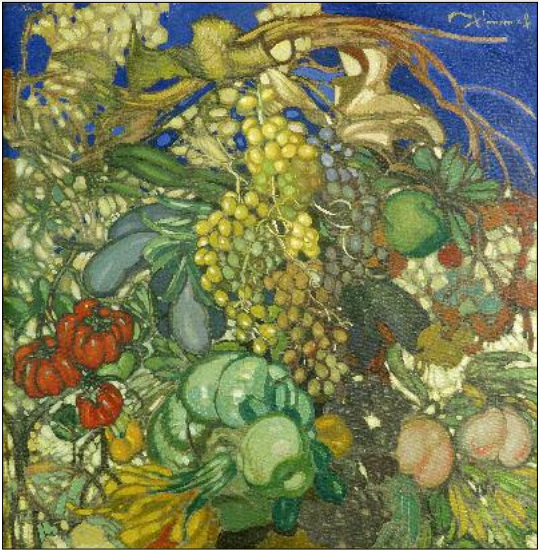
Naturaleza muerta, ca. 1924
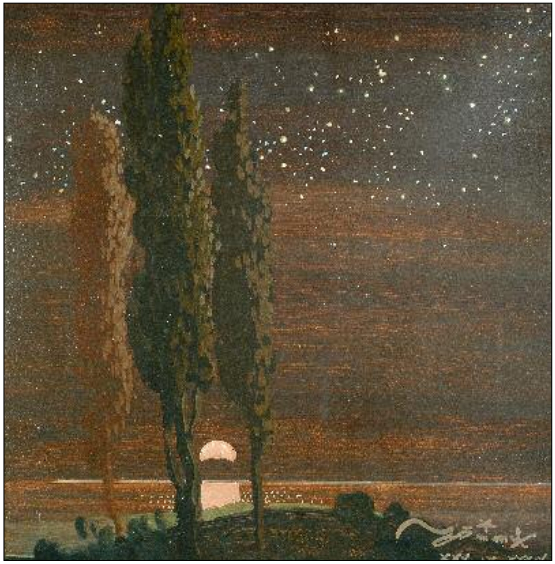
La salida de la luna sobre el mar, 1934
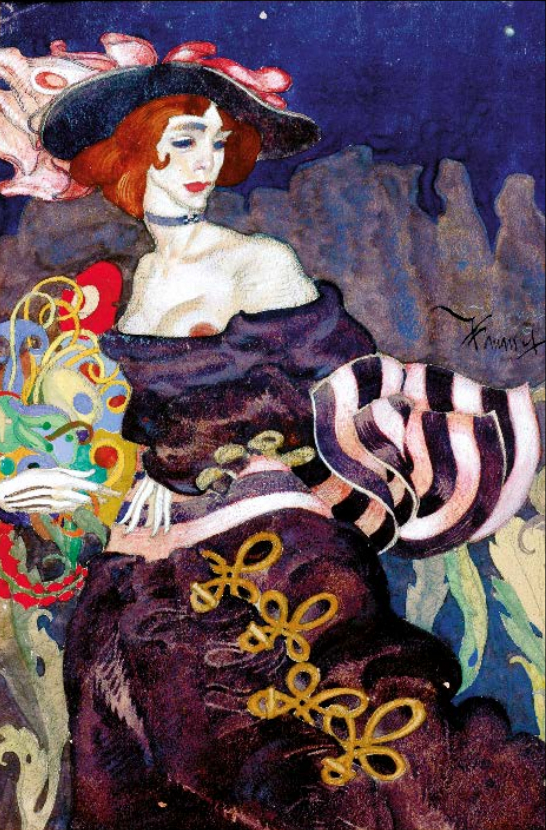
La caminante, 1936
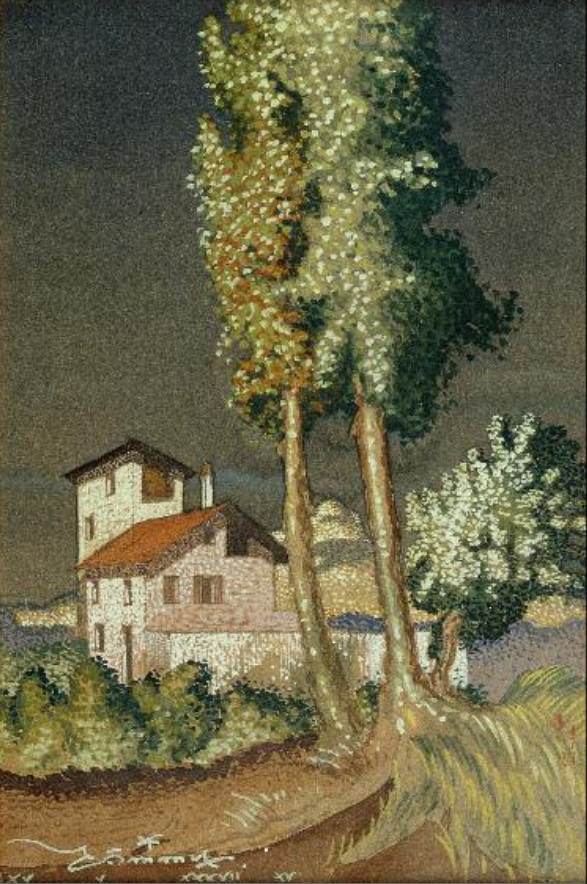
Cortijos detrás de dos árboles, 1937
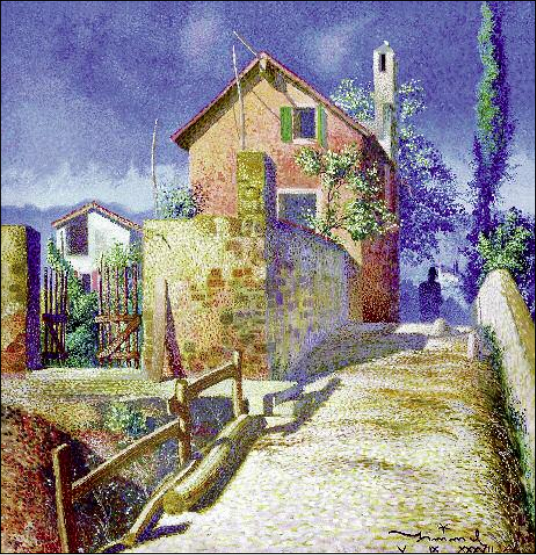
Caminante al final del camino, 1937
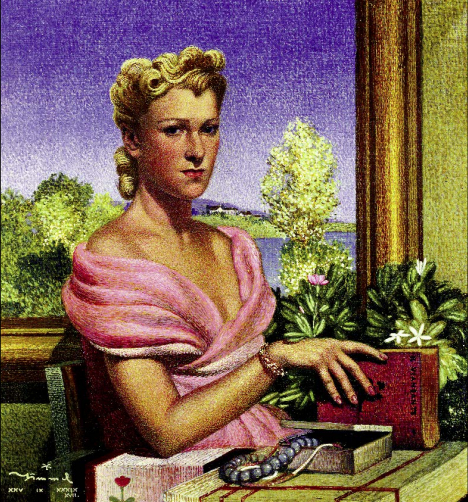
Dama de rosa, 1939
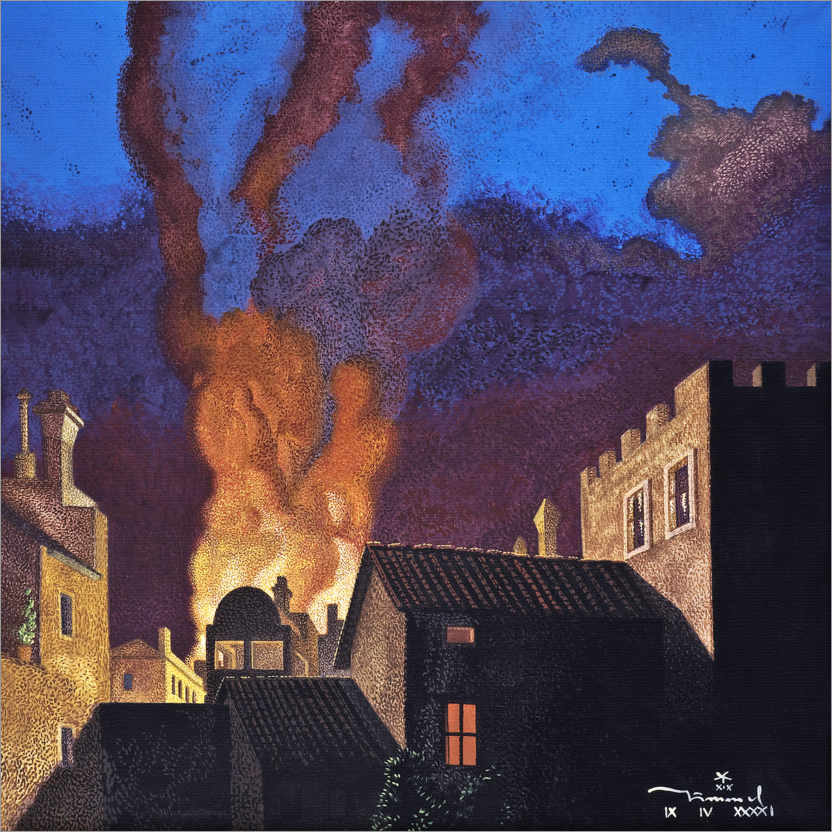
Fuego en los Balcanes, 1941
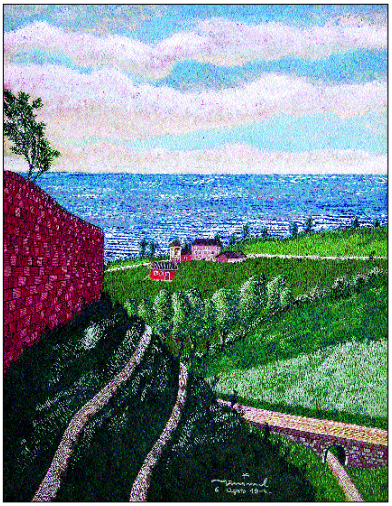
Paisaje, 1944